# Divadélko JoNáš

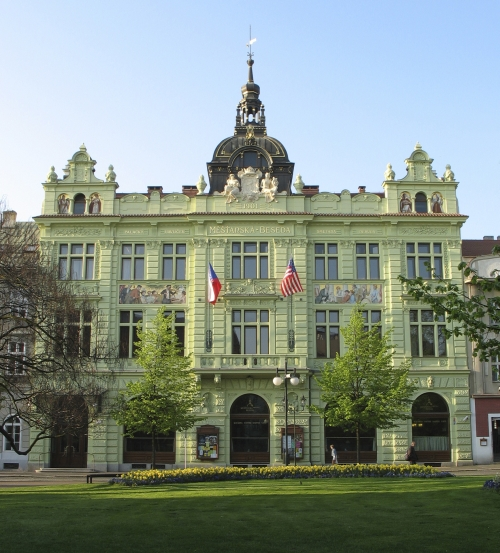
Budova Měšťanské besedy, ve které sídlí Divadélko JoNáš

Divadélko JoNáš je malá komorní scéna s kapacitou 80 míst v suterénu Měšťanské besedy v Plzni, kde dříve sídlilo Divadlo Dialog. Divadélko JoNáš vzniklo až po rekonstrukci budovy v letech 2001–2004, slavnostně bylo otevřeno 1. října 2002. Kmotrem divadla se stal herec Jiří Suchý.
V divadélku jsou uváděny komorní hry, konají se zde koncerty, komponované večery či Pohádky na neděli (pohádky pro děti od 3 let).
K jevišti divadélka přiléhá zázemí pro herce. Diváci mohou o přestávce posedět u baru, který se nachází u vstupu.